# Línguas do Azerbaijão

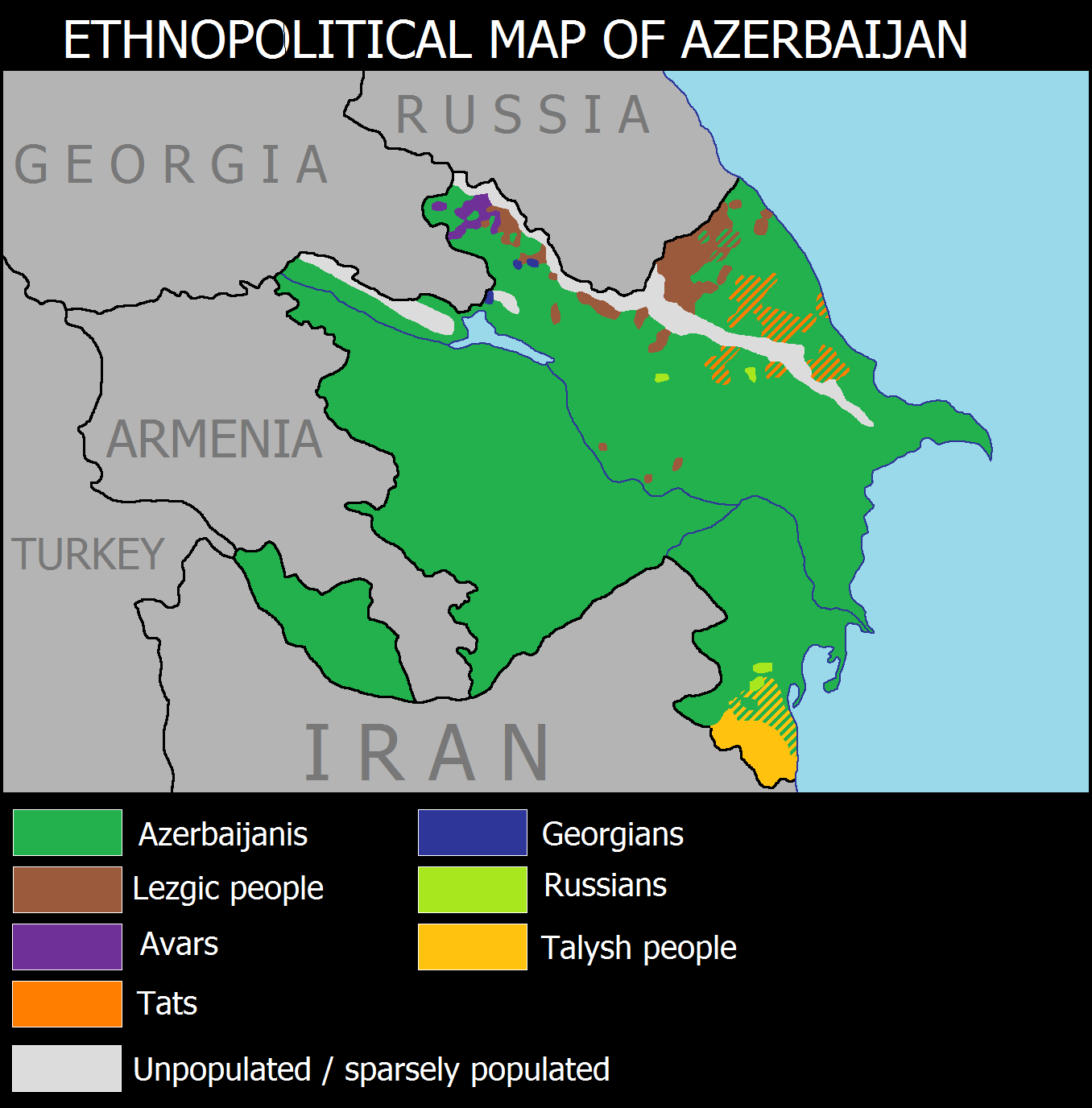
O mapa etnográfico do Azerbaijão (2024, após o colapso do estado separatista de República de Alto Carabaque e a fuga dos armênios de Alto Carabaque em 2023).

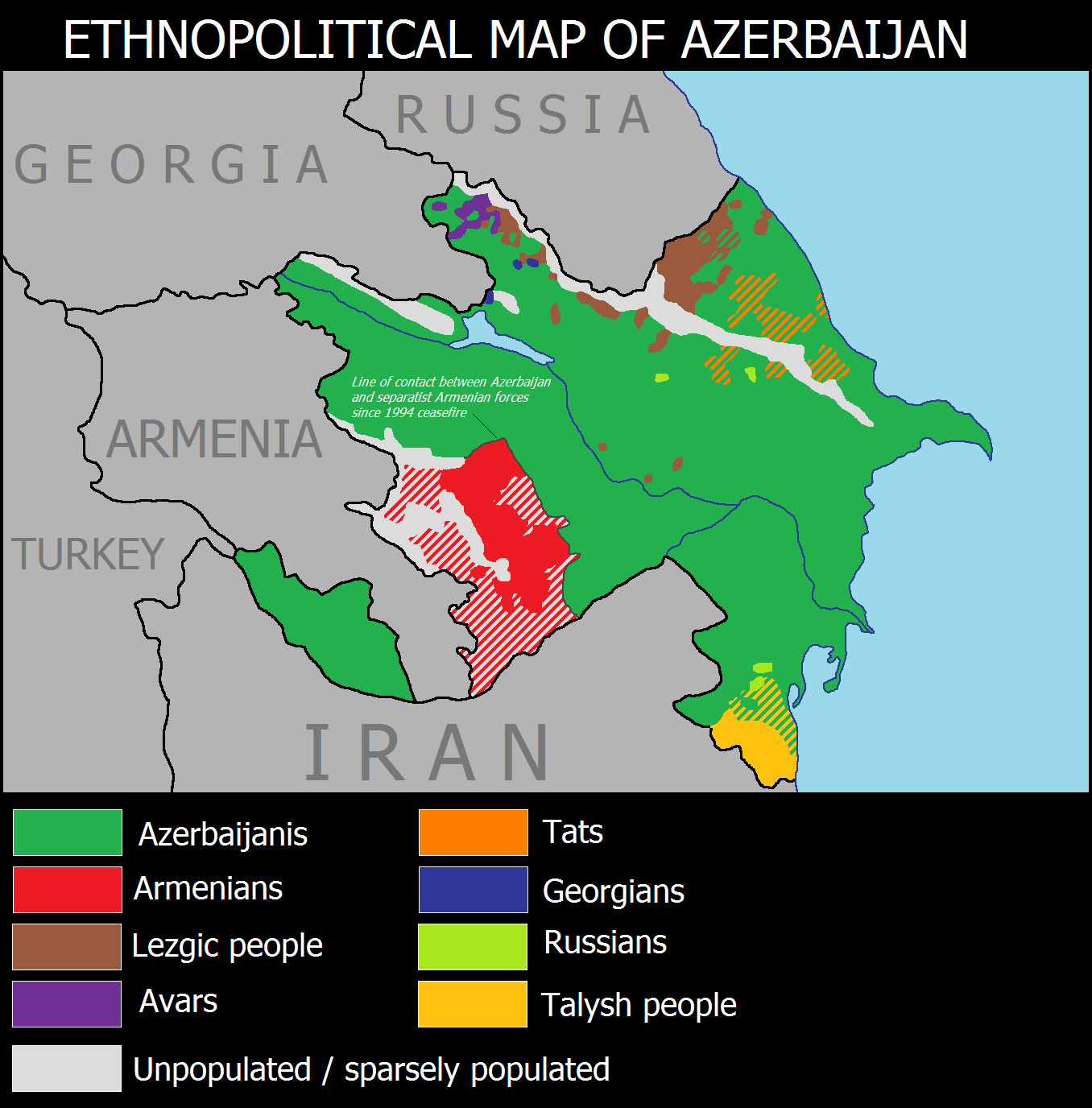
O mapa etnográfico do Azerbaijão (1994-2020, estado após da Primeira Guerra do Alto Carabaque e antes da Segunda Guerra do Alto Carabaque).

As línguas do Azerbaijão são as línguas faladas atualmente no território do Azerbaijão.
A língua dominante e de caráter oficial no Azerbaijão é o azeri. Em outras áreas do país falam-se (minoritariamente) as línguas: avar, budur, georgiano rinalugue, crits, lezguiano, rutul, taliche, tate, judeu tate, tsarrur e udi, as quais não possuem caráter oficial.
Antes da Primeira Guerra do Alto Carabaque, o armênio era falado em todo o Azerbaijão até 1990; entre 1994 e 2023, o armênio era falado praticamente na região separatista do Alto Carabaque; e após o colapso da república separatista de Artsaque e a fuga de praticamente todos os armênios, o armênio deixou de ser falado no Azerbaijão como língua materna.